# Max Liess

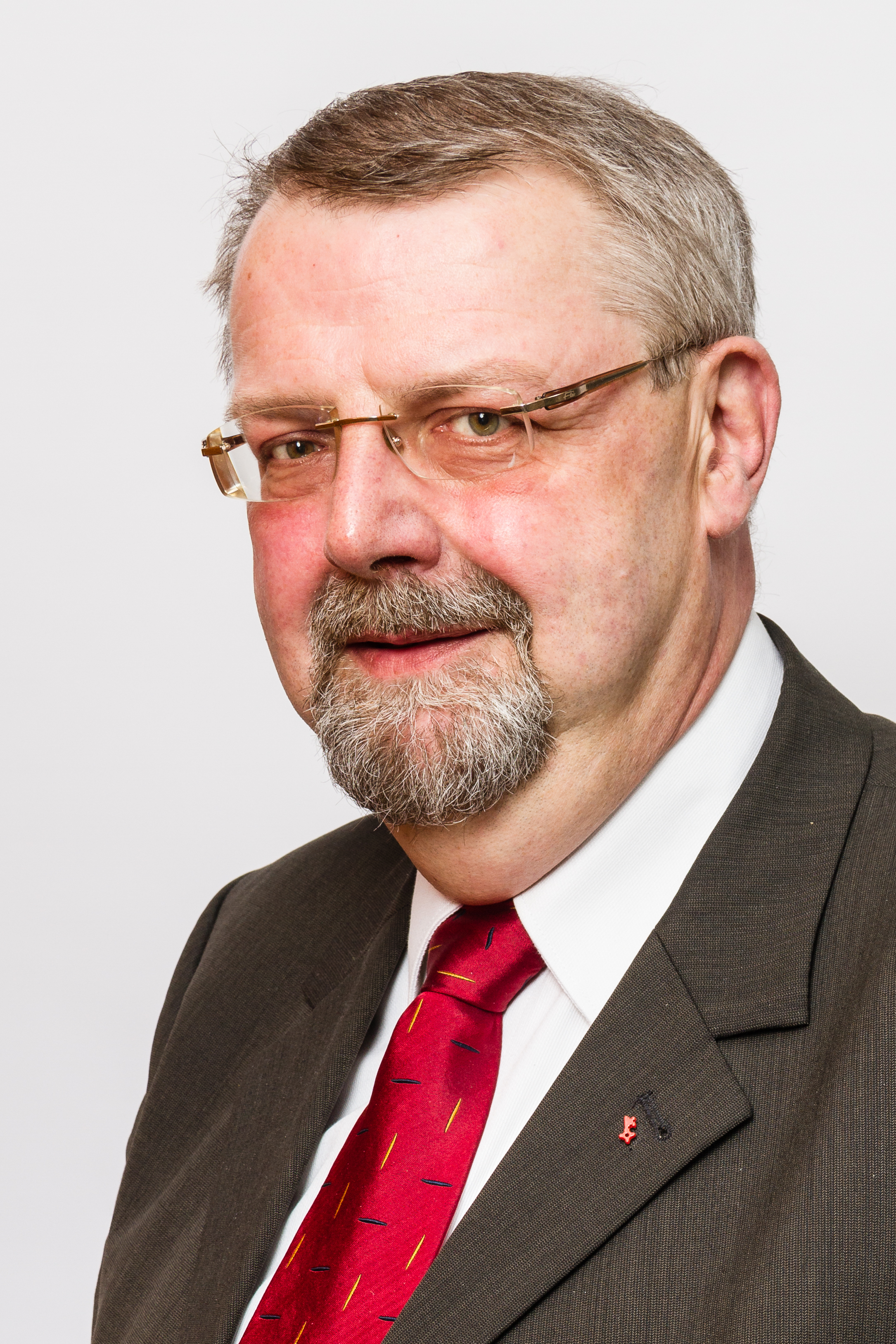
Max Liess

Max Liess (* 11. Dezember 1956 in Brisbane, Australien) ist ein deutscher Politiker (SPD) und war Abgeordneter der Bremischen Bürgerschaft.

## Leben
Liess wurde in Australien geboren, seine Eltern kehrten vor der Vollendung seines erstes Lebensjahr nach Deutschland zurück. Nach dem Abitur in Bremen-Lesum studierte er Mathematik und Geschichte auf Lehramt für die Sekundarstufe II. Bevor er das Referendariat in Bremen antreten konnte, war er zwei Jahre bei einer Sprach- und Nachhilfeschule als Lehrkraft tätig. Nach dem Referendariat war er als Honorarlehrer an der Bremer Volkshochschule und Lehrer in den Justizvollzugsanstalten Blockland und Oslebshausen tätig. Hierauf folgte eine Umschulungsmaßnahme zum EDV-Dozenten und ein Jahr Tätigkeit als Programmierer in der bau- und wohnungswirtschaftlichen Datenverarbeitung. Zurzeit ist er als Systemgestalter bei Mercedes-Benz in Bremen tätig.
Liess wohnt in Bremen-Burglesum.

## Politik
Liess trat mit 17, geprägt durch die Politik Willy Brandts, 1974 in die SPD ein. Für die SPD war er 1979 bis 1982 und von 1988 bis 1991 Mitglied des Beirats beim Ortsamt Burglesum. Innerhalb der SPD übte er diverse Tätigkeiten und Funktionen aus. So war er acht Jahre lang Vorsitzender des SPD Unterbezirks Bremen Nord. Zurzeit ist er zum wiederholten Mal Vorsitzender des SPD-Ortsvereins Burglesum.
Von 1999 bis 2019 war er Abgeordneter in der Bremischen Bürgerschaft. Acht Jahre Lang war er wirtschaftspolitischer Sprecher der SPD-Bürgerschaftsfraktion und Mitglied des Fraktionsvorstandes.
Er war derzeit vertreten im
Ausschuss für Angelegenheiten der Häfen im Lande Bremen,
Haushalts- und Finanzausschuss (Land und Stadt), 
Rechnungsprüfungsausschuss (Land und Stadt),
nichtständigen Ausschuss zur Änderung der Landesverfassung und im
Betriebsausschuss „Performa Nord“ sowie in der 
städtischen Deputation für Umwelt, Bau, Verkehr, Stadtentwicklung und Energie.

Er war seit 2011 haushalts- und finanzpolitischer Sprecher der SPD-Fraktion.

## Weitere Mitgliedschaften
- Liess war Mitglied im Aufsichtsrat der Wirtschaftsförderungsgesellschaft (WFG) und der Bremer Investitionsgesellschaft (BIG).
- Er ist Mitglied des Arbeiter-Samariter-Bund, der Arbeiterwohlfahrt, des Bremer Kunstvereins, des Bremer Tierschutzvereins und der Gewerkschaft IG Metall.